# Réauville
Réauville település Franciaországban, Drôme megyében. Lakosainak száma 394 fő (2022. január 1.). Réauville Allan, Chantemerle-lès-Grignan, Grignan, Montjoyer, Roussas és Valaurie községekkel határos.

## Népesség
A település népessége az elmúlt években az alábbi módon változott:
| Lakosok száma | 167  | 243  | 315  | 363  | 383  | 382  | 387  | 396  | 396  | 394  |
|               | 1968 | 1982 | 1990 | 2006 | 2013 | 2015 | 2017 | 2019 | 2020 | 2022 |